# Swiss Journal of Economics and Statistics
Le Swiss Journal of Economics and Statistics est une revue académique d'économie avec évaluation par les pairs, publiée en libre accès par SpringerOpen sur mandat de la Société suisse d'économie et de statistique, et soutenue financièrement par l'Académie suisse des sciences humaines et sociales et la Banque nationale suisse,. Le rédacteur en chef actuel est Marius Brülhart (en).

## Histoire
La revue a été fondée en 1864 sous le nom de Journal de Statistique Suisse (Zeitschrift für Schweizerische Statistik en allemand). Son premier rédacteur en chef fut Johannes Stössel, secrétaire du Bureau fédéral de la statistique, qui a occupé ce poste de 1864 à 1869.
En 1916, la revue fut renommée Journal de statistique et Revue économique suisse (Zeitschrift für schweizerische Statistik und Volkswirtschaft), et à partir de 1945, Revue suisse d'Économie politique et de Statistique (Schweizerische Zeitschrift für Volkswirtschaft und Statistik et Swiss Journal of Economics and Statistics en anglais).
Bien que la revue soit désormais publiée entièrement en anglais, les éditions antérieures à 2007 acceptaient également des articles rédigés en allemand, en italien et en français,. 

## Rédacteurs en chef
- 1864-1869 : Johannes Stössel, Office fédéral de la statistique[5],[9]
- 1870 : Armand Châtelanat, Office fédéral de la statistique[5]
- 1871-1874 : Wilhelm Gisi, Université de Berne[10],[11],[12]
- 1875-1880 : Armand Châtelanat, Office fédéral de la statistique[13],[5]
- 1880-1886 : Joseph Durrer, Office fédéral de la statistique[5]
- 1880-1886 : Johann Jakob Kummer (de), Office fédéral de la statistique et Office fédéral des assurances sociales[5],[14]
- 1880-1889 : Edmund Wilhelm Milliet (de), Office fédéral de la statistique[5]
- 1889-1913 : Louis Guillaume (de), Office fédéral de la statistique[15],[16]
- 1914-1925 : Julius Landmann (de), Université de Bâle[17]
- 1926-1943 : Fritz Mangold (de), Université de Bâle[17]
- 1944-1959 : Valentin Fritz Wagner, Université de Bâle[18]
- 1959-1966 : Jürg Niehans (de), Université de Zurich[19]
- 1967-1973 : Paul Stocker, Université de Berne[20]
- 1967-1984 : Hermann Gottlieb Bieri, Université de Berne[21]
- 1985-1996 : Ernst Baltensperger (de), Université de Berne[22]
- 1997-2003 : Peter Kugler, Université de Bâle[23],[24],[25]
- 2004-2014 : Klaus Neusser, Université de Berne[25],[26]
- 2015-2021 : Rafael Lalive, Université de Lausanne[26],[27]
- 2022 : Sarah M. Lein, Université de Bâle[27],[28]
- depuis 2023 : Marius Brülhart (en), Université de Lausanne[28],[4]

## Articles
Articles sélectionnés pour leur importance historique (articles plus anciens) ou leur visibilité sous forme de citations (articles plus récents).
- (de) Jannasch, « Die Statistik als wissenschaftliche Methodik und Zustandsdynamik », Swiss J. Econ. Stat., vol. VII, no 4,‎ 1868 (lire en ligne)
- (de) Röthlisberger, « Die geistige Produktion der Schweiz », Swiss J. Econ. Stat., vol. I, no 22,‎ 1989 (lire en ligne)
- Pareto, « Tables pour faciliter l'application de la méthodes des moindres carrés », Swiss J. Econ. Stat., vol. I, no 20,‎ 1899, p. 121–150 (lire en ligne)
- Pareto, « Rapport Sur Les Bases de l'assurance de La Fraternité, Société de Secours En Cas de Décès, à Lausanne », Swiss J. Econ. Stat., vol. I, no 17,‎ 1899, p. 104–115 (lire en ligne)
- Brunner, « A Case Study of US Monetary Policy: Reserve Requirements and Inflationary Gold Flows in the Middle 30's », Swiss J. Econ. Stat., vol. II, no 4,‎ 1958, p. 160–201 (lire en ligne)
- (de) Niehans, « Monopolpreis, vertikale Integration und Mengenrabatt », Swiss J. Econ. Stat., vol. 95, no III,‎ 1959, p. 328–334 (lire en ligne)
- (de) Weber, « Die soziale Schweiz », Swiss J. Econ. Stat., vol. I-II, no 6,‎ 1964, p. 167–194 (lire en ligne)
- Jones, « Comparative and absolute advantage », Swiss J. Econ. Stat., vol. 116, no III,‎ 1980, p. 235–260 (S2CID 64797996, lire en ligne)
- Hellwig, « Systemic aspects of risk management in banking and finance », Swiss J. Econ. Stat., vol. 131, no IV,‎ 1995, p. 723–738 (S2CID 167192824, lire en ligne)
- Gigerenzer, « Bounded rationality: Models of fast and frugal inference », Swiss J. Econ. Stat., vol. 133, no II,‎ 1997, p. 201–218 (S2CID 14235427, lire en ligne)
- Panizza et Presbitero, « Public debt and economic growth in advanced economies: A survey », Swiss J. Econ. Stat., vol. 149, no 2,‎ 2013, p. 175–204 (DOI 10.1007/BF03399388, hdl 10419/186022, S2CID 154891266)
- Lusardi, « Financial literacy and the need for financial education: evidence and implications », Swiss J. Econ. Stat., vol. 155, no 1,‎ 2019 (DOI 10.1186/s41937-019-0027-5, hdl 10419/259733, S2CID 169986432)